# Kiviperänlampi
Kiviperänlampi är en sjö i kommunen Kuusamo i landskapet Norra Österbotten i Finland. Sjön ligger 258,9 meter över havet. Arean är 44 hektar och strandlinjen är 5,4 kilometer lång. Sjön  ingår i Koundaälvens huvudavrinningsområde.   Den ligger omkring 230 kilometer nordöst om Uleåborg och omkring 700 kilometer norr om Helsingfors. 